# 暖機運転
暖機運転（だんきうんてん）とは、機械を始動した直後などに低負荷での運転を一定時間行うことをいう。単に暖機と呼ばれることもある。機械用語の一つであるが、自動車やオートバイ等を運用（運転）する際にも必要な知識の一つであることから、比較的一般的な用語でもある。

## 概要
暖機運転は、低負荷での運転により機械の構成部品同士の馴染みを促がし、各部の働きを滑らかかつ確実にするのが目的である。低回転低負荷の運転により、潤滑油を各部へ行き渡らせたり、機械が本来の性能を発揮できる状態になるように部品同士の間隙（クリアランス）を適正な状態へ導くこと、などを目的とする。
一般的には自動車やオートバイでの暖機運転が有名だが、コンピュータ用プリンターといった電気製品でも、起動時に自動的に暖機運転を行うものがある。

## 自動車等での暖機運転
自動車やオートバイ等における暖機運転は、冷間始動の直後などにエンジン回転数や負荷を抑えた運転状態を一定時間維持して、エンジン等の各部の温度をある程度まで上昇させることをいう。
かつては、寒冷地や冬期といった寒冷な環境でエンジンに負荷を与える前の必須事項とされてきた。しかし近年では、チョーク弁の自動化や燃料噴射装置の燃料供給量自動補正機能などにより、冷間始動を意識せずに済む車種も増えている。だがその場合でも、エンジン各部が適正な温度に達するまでは負荷や回転数を抑えた走行暖機（後述）を行うのが望ましい。

### 停車状態での暖機運転
一般に日本においては、単に「暖機運転」というと、こちらの方法を指す事が多い。エンジンを始動した後、停車したままアイドリング程度の回転数を維持し、エンジン各部が適度な温度に達するまで待つという方法である。エンジン各部が適度な温度に達したかどうかは、エンジンオイルの温度（油温）や冷却水の温度（水温）の変化、あるいはアイドリング時のエンジン回転数の変化、などを参考に判断する。しかし近年では環境問題から不要な排気ガスの排出を抑えるため、停車状態の暖機運転よりも低負荷や回転数を抑えた走行による走行暖機が推奨される。
また、特に二輪車はエンジンを発電機のように使う事もある四輪とは違い、停止状態で長時間アイドリングを続けられるようには設計されていないので注意が必要である。後述する走行しながらの暖機運転が好ましいが、まだ一般には十分に浸透していないのが現状である。
ただし、中型以上のトラック・バスのような空気ブレーキ採用車では、ブレーキ空気圧を確保するための暖機運転が必要である。取扱説明書では毎朝運行前にエア・タンクの弁を開放して空気をすべて排出してからエンジンを始動し、空気圧の上昇具合が正常か確認するように定めているので、取扱説明書に従って扱うかぎり、毎朝10分以上の暖機運転が必要である。エア・タンクの空気圧が上昇する前に仮に走行を開始すると、ブレーキが利かずきわめて危険だが、近年の大型自動車は、駐車ブレーキを空気圧で解除する構造（ホイールパーク）なので、空気圧が不足した状態では駐車ブレーキを解除する動力がなく、走行を開始すること自体ができない。始業点検時にエア・タンクの空気を抜かず、前日の空気の残りで走行を開始すれば暖機運転を省略できるが、エア・ブレーキ系統の点検を省略しているわけなので、危険である。

### 走行での暖機運転
近年では自動車やオートバイの暖機運転を、停車状態のアイドリングではなく、負荷や回転数を抑えた走行により行うことが推奨される場合が多い。これは「走行暖機」とも呼ばれ、以下のような理由による。
- 停車状態で暖機運転を行うよりも省燃費である。冷間時は燃料供給量を増やす補正が行なわれている為に、通常のアイドリングストップ以上に効果がある。
- エンジンの高性能化が進み、負荷や回転数を抑えても充分に走行可能な車両が多い。
- アイドリング程度のエンジン回転数ではオイルポンプの回転数も低く、暖まっていない粘度の高いオイルを潤滑経路の末端まで圧送できない場合がある。始動直後の油圧計は高い値を示すが、これは計測部位がポンプの直後に配置されている為であり、クランクシャフトやカムシャフトではまだ油圧が不足している可能性がある。
- アイドリング運転ではエンジンにほとんど負荷が掛からない為に発熱量も少なく、なかなか温度が上がらない。また走行中とは温度の分布が異なる為に、理想的なクリアランスが得られないばかりか、シリンダーヘッドの熱歪みを起こす可能性がある。
- 冷間時はピストンクリアランスが大きく、クランクケースへの未燃焼ガスの漏出が多い。その結果オイルにガソリンが混入し潤滑性能の低下を招く可能性がある。そこで、できるだけ早くエンジンを暖めて適正クリアランスに近づける目的で走行暖機を行う。
- エンジン以外にも変速機、サスペンション、タイヤ等の暖機を必要とする部品は多いが、これらは停車状態では暖まらない。
- 停車状態での暖機運転が完了してエンジンが充分に暖まっていても、走行開始直後はゆっくりとした速度、つまり負荷や回転数を抑えた慣熟走行を行うことが望ましい為に、これと暖機運転を兼ねる意味もある。

## 船舶での暖機運転
小型船舶においてはトラックなどと変らないが、大型のディーゼルエンジンは全体が温まるまでに時間がかかり、冷えたまま動かすとエンジンの場所によって大きな温度差が出来てエンジンが壊れる(クランクケースの変形等)原因になるため始動する前に外部動力及び高温冷却清水等による暖機が必要になる。冷却清水とオイルをボイラーで発生させた蒸気で加熱し、ポンプで強制循環させてエンジン全体(主機ジャケット部)を外部から加熱する。この時にエンジンを電気モーターや小型のエンジンなどの外部動力で回転させてシリンダーを暖める「ターニング」を行う。主機ジャケット部冷却清水出口温度40~70°Cほど(使用するエンジンによって温度は異なる）でターニングを停止し、エンジンの吸気装置を動かして圧縮空気を送り込みエアランニングを行う。エアランニングには過給器の回転部の動作確認、主機及び軸系の動作確認をする目的がある。その後、エンジンを始動する。この作業は大型エンジンほど長くなり、大型船舶では暖機運転に30分以上を要することが珍しくない。